# Francesco Baldini
Francesco Baldini (ur. 14 marca 1974 w Massie) – włoski piłkarz występujący na pozycji obrońcy, trener piłkarski.

## Życiorys
Karierę na poziomie seniorskim rozpoczął w 1991 roku w AS Lucchese Libertas. W sezonie 1993/94 był zawodnikiem Juventus FC. Wystąpił wówczas w trzech meczach Serie A, debiutując 2 stycznia 1994 w wygranym 3:0 spotkaniu z Udinese Calcio. Po zakończeniu sezonu wrócił do Lucchese. W 1995 roku został zawodnikiem SSC Napoli. W klubie tym Baldini był piłkarzem podstawowego składu, rozgrywając w jego barwach 117 meczów w Serie A. W 1998 roku spadł z klubem do Serie B. W sezonie 2001/02 był wypożyczony do Regginy Calcio. W 2003 roku został za milion euro zakupiony przez Genoa CFC. W 2005 roku jego klub spadł do Serie C1. Rok później został wypożyczony do Perugii Calcio, a w 2007 roku przeszedł do szwajcarskiego FC Lugano. Po roku gry w tym klubie został piłkarzem San Marino Calcio. W sezonie 2010/11 grał w AC Juvenes/Dogana. Następnie zakończył karierę zawodniczą.
Po zakończeniu kariery piłkarskiej został trenerem juniorów Bologna FC, pełniąc tę funkcję do 2013 roku. W latach 2014–2015 był trenerem USD Sestri Levante; klub pod jego wodzą przegrał cztery mecze na 35 rozegranych. Następnie trenował piłkarzy Lucchese, a w latach 2016–2017 był szkoleniowcem Imolese Calcio 1919. Po zakończeniu pracy w Imolese szkolił juniorów AS Roma i Juventusu. W 2019 roku był trenerem Trapani Calcio. W 2021 roku podjął się pracy w charakterze trenera Catanii Calcio.

## Statystyki ligowe
| Sezon     | Klub              | Liga                       | Mecze | Gole |
| --------- | ----------------- | -------------------------- | ----- | ---- |
| 1991/1992 | AS Lucchese       | Serie B                    | 2     | 0    |
| 1992/1993 | AS Lucchese       | Serie B                    | 17    | 0    |
| 1993/1994 | Juventus F.C.     | Serie A                    | 3     | 0    |
| 1994/1995 | AS Lucchese       | Serie B                    | 32    | 0    |
| 1995/1996 | SSC Napoli        | Serie A                    | 26    | 0    |
| 1996/1997 | SSC Napoli        | Serie A                    | 31    | 0    |
| 1997/1998 | SSC Napoli        | Serie A                    | 30    | 0    |
| 1998/1999 | SSC Napoli        | Serie B                    | 24    | 0    |
| 1999/2000 | SSC Napoli        | Serie B                    | 10    | 0    |
| 2000/2001 | SSC Napoli        | Serie A                    | 30    | 0    |
| 2001/2002 | Reggina Calcio    | Serie B                    | 9     | 0    |
| 2002/2003 | SSC Napoli        | Serie B                    | 25    | 1    |
| 2003/2004 | Genoa CFC         | Serie B                    | 32    | 0    |
| 2004/2005 | Genoa CFC         | Serie B                    | 14    | 0    |
| 2005/2006 | Genoa CFC         | Serie C1                   | 27    | 4    |
| 2006/2007 | Perugia Calcio    | Serie C1                   | 23    | 2    |
| 2007/2008 | AC Lugano         | Swiss Challenge League     | 16    | 0    |
| 2008/2009 | San Marino Calcio | Lega Pro Seconda Divisione | 15    | 2    |
| 2009/2010 | San Marino Calcio | Lega Pro Seconda Divisione | 26    | 1    |
| 2010/2011 | AC Juvenes/Dogana | Campionato Sammarinese     | ?     | ?    |